# Фалилеево (Костромская область)
Фалилеево — деревня в Чухломском муниципальном районе Костромской области. Входит в состав Петровского сельского поселения

## География
Находится в северной части Костромской области на расстоянии приблизительно 21 км на восток-юго-восток по прямой от города Чухлома, административного центра района на правом берегу реки Мелша.

## История
В XIX веке было известно как село, в которой действовала Ильинская церковь (1815 года постройки, ныне в запустении). В 1872 году здесь было учтено 19 дворов, в 1907 году —16.

## Население
Постоянное население составляло 91 человек (1872 год), 69 (1897), 86 (1907), 9 в 2002 году (русские 100 %), 2 в 2022.